# Niwa Nagatomi
Niwa Nagatomi (丹羽 長富?  12 de octubre de 1803 – 12 de agosto de 1866) fue un samurái japonés del período Edo y el noveno daimio del dominio de Nihonmatsu en la región de Tōhoku. Fue el décimo jefe hereditario del clan Niwa. Su título de cortesía era Saikyō-no-daifu, y su rango en la corte era Cuarto Rango Menor, Grado Inferior.

## Biografía
Nagatomi, conocido en su infancia como Kakuzō (覚蔵?) y más tarde Bankichi (蕃吉?), nació en la residencia del clan Niwa en Edo en 1803. Era el hijo mayor del daimio Niwa Nagaaki y de una concubina. A los 11 años, tras la muerte de su padre, se convirtió en daimio de Nihonmatsu. Debido a su corta edad, dependió en gran medida de su karō, Niwa Takaaki. Animó a sus seguidores a sobresalir tanto en artes marciales como literarias, y con ese fin, patrocinó la apertura de la escuela han, Keigakukan (敬学館?). En 1822, se vio obligado a desplegar fuerzas de dominio para sofocar un levantamiento campesino. También ayudó a revivir la situación económica del dominio luego de la Gran hambruna de Tenpō. Su dominio, junto con el dominio de Aizu, fue puesto a cargo de la seguridad en el emplazamiento de artillería de Futtsu por el shogunato Tokugawa durante la Expedición Perry. Citando mala salud, Nagatomi renunció a sus cargos en 1858 y fue sucedido por su sexto hijo Niwa Nagakuni.
Nagatomi estaba casado con una nieta de Arima Yoritaka del dominio de Kurume. Su séptimo hijo fue adoptado en el clan Inaba, convirtiéndose en Inaba Masakuni, daimio del dominio de Yodo y miembro del consejo rōjū. También, el mismo hijo, fue adoptado en el clan Mizuno, convirtiéndose en Mizuno Katsutomo daimio del dominio de Yūki, mientras que una de sus hijas se convirtió en la esposa oficial de Tokugawa Yoshikatsu del dominio de Owari, y otra se casó con Tokugawa Mochinaga, jefe del Hitotsubashi Tokugawa.